# Lista departamentów rządowych w Australii
Poniższa lista przedstawia departamenty rządowe Australii. Zgodnie z organizacją rządu od  14 września 2010 roku liczba departamentów wynosi 20. Każdy departament podlega danemu ministerstwu, dodatkowo w ramach departamentów działają agencje wspomagające.

## Departamenty[2]
| Lp | Departament                                                    | Skrót   | Polska nazwa                                                                              |
| -- | -------------------------------------------------------------- | ------- | ----------------------------------------------------------------------------------------- |
| 1  | Attorney General's Department                                  | AG      | Departament Prokuratora Generalnego                                                       |
| 2  | Agriculture, Fisheries and Forestry                            | DAFF    | Departament Rolnictwa, Rybołówstwa i Leśnictwa                                            |
| 3  | Broadband, Communications and the Digital Economy              | DBCDE   | Departament Szerokopasmowego Internetu, Łączności i Gospodarki Cyfrowej                   |
| 4  | Climate Change and Energy Efficiency                           | DCCEE   | Departament ds. Zmian Klimatycznych i Energooszczędności                                  |
| 5  | Defence                                                        | –       | Departament Obrony                                                                        |
| 6  | Education, Employment and Workplace Relations                  | DEEWR   | Departament Edukacji, Zatrudnienia i Stosunków w Pracy                                    |
| 7  | Families, Housing, Community Services and Indigenous Affairs   | FaHCSIA | Departament Rodzin, Gospodarki Mieszkaniowej, Usług Społecznych i Rdzennej Ludności       |
| 8  | Finance and Deregulation                                       | DFD     | Departament Finansów i Deregulacji                                                        |
| 9  | Foreign Affairs and Trade                                      | DFAT    | Departament Spraw Zagranicznych i Handlu                                                  |
| 10 | Department of Health                                           | DH      | Departament Zdrowia                                                                       |
| 11 | Human Services                                                 | DHS     | Departament Poprawy Warunków Życia                                                        |
| 12 | Immigration and Citizenship                                    | DIAC    | Departament Imigracji i Obywatelstwa                                                      |
| 13 | Infrastructure and Transport                                   | DIT     | Departament Infrastruktury i Transportu                                                   |
| 14 | Innovation, Industry, Science and Research                     | DIISR   | Departament Innowacji, Przemysłu, Nauki i Badań                                           |
| 15 | Prime Minister and Cabinet                                     | PM&C    | Departament Premiera i Gabinetu                                                           |
| 16 | Regional Australia, Regional Development and Local Government  | DRARDLG | Departament ds. Regionalnych Australii, Rozwoju Regionalnego i Samorządu Lokalnego        |
| 17 | Resources, Energy and Tourism                                  | RET     | Departament Zasobów, Energii i Turystyki                                                  |
| 18 | Sustainability, Environment, Water, Population and Communities | DSEWPaC | Department Zrównoważonego Rozwoju, Środowiska Naturalnego, Wody, Populacji i Społeczności |
| 19 | Treasury                                                       | –       | Departament Skarbu                                                                        |
| 20 | Veterans' Affairs                                              | DVA     | Departament ds. Weteranów                                                                 |